# پلستیسفر

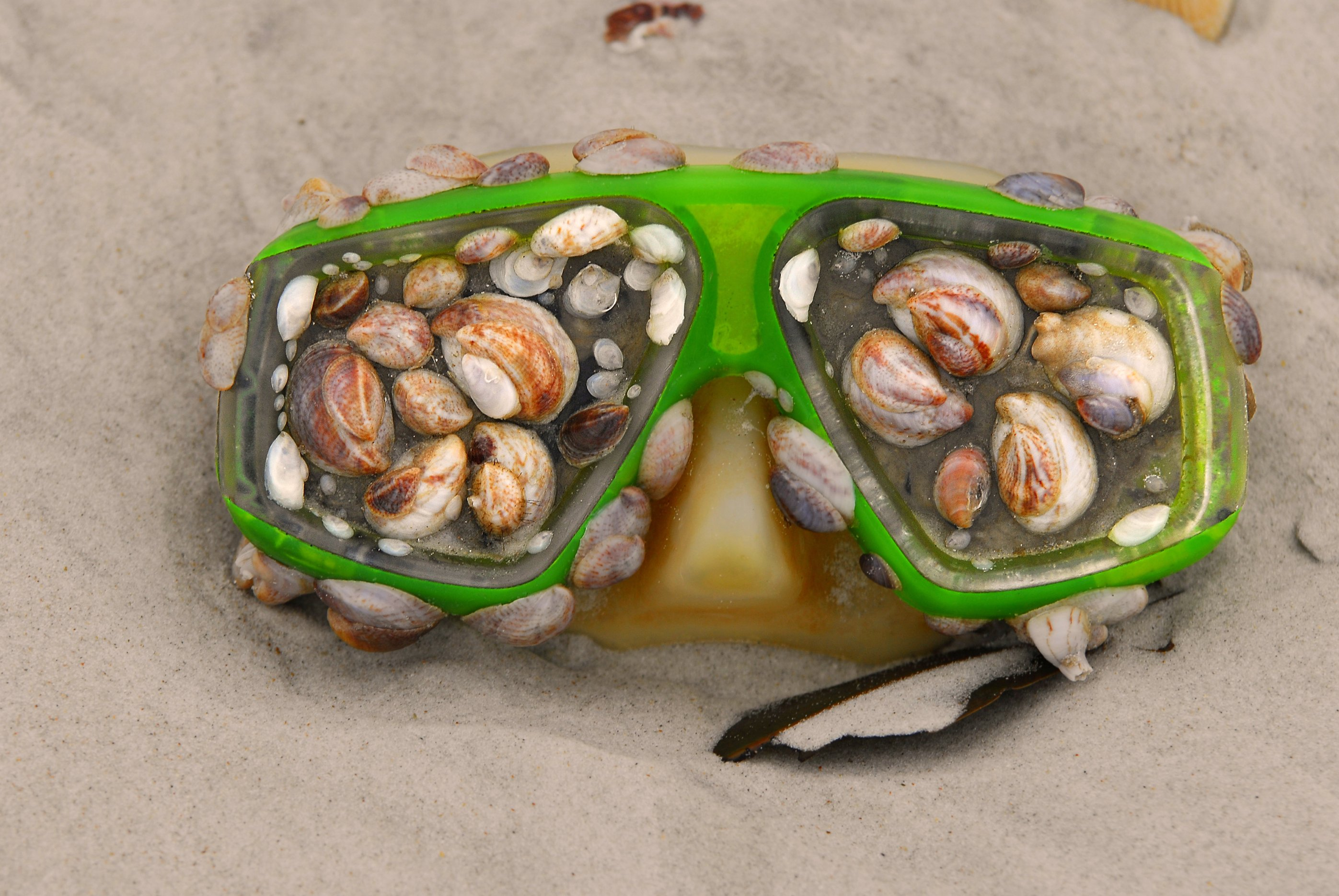
نرم‌تنانی که به یک عینک غواصی رها شده در دریا چسبیده‌اند.

پلَستیسفِر (به انگلیسی: Plastisphere)، اکوسیستم‌هایی هستند که برای زندگی در محیط‌های پلاستیکی تکامل یافته‌اند.
بر روی پلاستیک‌هایی که به زیست‌گاه‌های دریایی راه یافته‌اند گونه‌های گوناگونی از میکرواُرگانیزم‌ها را می‌توان دید. حتی در برخی از پژوهش‌ها، بیش از ۱۰۰۰ گونه از باکتری‌ها و جلبک‌ها را بر قطعات بسیار ریز پلاستیکی یافته‌اند. از این میکرواُرگانیزم‌ها می‌توان به سردهٔ ویبریو اشاره کرد که باکتری ایجادکنندهٔ بیماری وبا و بسیاری دیگر از باکتری‌های مسبب بیماری‌های دستگاه روده‌ای از این سرده هستند. پلاستیک‌ها محملی برای اُرگانیزم‌ها پدید می‌آورند که از مواد زیستی دیگر پایدارترند. گمان می‌رود که برخی از این ارگانیزم‌ها یاد گرفته‌اند تا به زیست‌فروسایی مواد پلاستیکی و تبدیل آنها به مواد شیمیایی خطرناک سرعت بخشند.